# Casa Melis
La Casa Melis és un edifici del municipi de Figueres (Alt Empordà) que forma part de l'Inventari del Patrimoni Arquitectònic de Catalunya.

## Descripció
Casa entre mitgeres a prop de la Rambla de Figueres. Consta de planta baixa i dos pisos. La planta baixa té la porta d'accés inscrita en un fals arc esglaonat al costat del qual hi ha una portal en arc escarser. Al primer pis presenta una tribuna tancada amb llosana emmotllurada i finestra central amb arc rebaixat i decoració esglaonada a la línia d'imposta, i quatre finestres més amb arc a nivell amb decoració esglaonada a la línia d'imposta. Tant a la part superior com a l'inferior de presenta ornamentació floral esgrafiada. Presenta voladís amb teules. Al pis superior tres finestres decorades a la part superior amb ornamentació de tipus floral, i a sobre d'aquestes el ràfec que dona lloc a un cos central a on es troba la terrassa de cobriment.